# オナイウ阿道
オナイウ 阿道（オナイウ あど、1995年11月8日 - ）は、埼玉県児玉郡神川町出身のプロサッカー選手。リーグ・アン・AJオセール所属。ポジションはFW（CF, SS）。元日本代表。

## 来歴

### クラブ
ナイジェリア人の父と日本人の母の間に生まれた。サッカーを始めたのは、小学校2年生である。正智深谷高校では2年次に全国高校サッカー選手権に出場。3年時の全国高校総体では準々決勝の星稜高校戦で2得点2アシストの活躍をするなどチームを3位（ベスト4）に導いた また、大会優秀選手に選出された。

### ジェフユナイテッド千葉
2014年よりジェフユナイテッド千葉へ入団した。同年はリーグ戦6試合に出場し、第31節・ギラヴァンツ北九州戦にてJ2初得点を挙げた。2015年は途中出場を中心に出場機会を33試合に伸ばし、3得点を挙げた。2016年は後述のリオ五輪参加によりチームを離れた時期があり、リーグ戦出場こそ23試合と前年に比べ減少したものの、昨季の倍となる6得点を記録した。

### 浦和レッズ
2017年、浦和レッズへ完全移籍。6月22日の天皇杯2回戦・グルージャ盛岡戦で移籍後初得点を記録。しかし、リーグ戦の出場機会は1試合の途中出場（7月9日・第18節アルビレックス新潟戦の後半39分からラファエル・シルバに替わって出場）のみに終わった。

### レノファ山口FC
2018年、レノファ山口FCに期限付き移籍。開幕からセンターフォワードとしてレギュラーに定着する。同シーズン2月、3月は田中パウロ淳一（岐阜）と並んで得点ランキングトップタイの5ゴールを記録。同月4勝2分1敗の成績に貢献し月間MVPを獲得した。5月20日の第15節・大分戦でシーズン前に監督の霜田正浩から課された目標の10ゴールに到達。その後はチームがリーグ戦14戦勝ち無しと苦しみ、自身に対しての警戒及びマークが厳しくなった中でも、8月26日の第30節大宮戦でプロ入り初のハットトリックを達成 するなど得点を積み重ね、最終的にリーグ戦全試合にスタメン出場。フル出場を続けた事で試合感覚を掴み、J2得点ランキング2位となる22得点を挙げ、飛躍を果たした。2021年に山口時代のチームメイトだった坪井慶介と対談した際、「試合に出られれば、得点は取れるというのはずっと思っていた」「（山口時代の）あの1年間が結構大きかった。自分が思っていたことが結果として出たことが嬉しかった」と述べている。

### 大分トリニータ
複数クラブからオファーが届いた中で、一番熱心に話をしてくれた事、面白いサッカーをしていると感じた事を理由として、2019年にJ1・大分トリニータに期限付き移籍。加入当初は戦術理解に時間を要したが徐々に出場機会を伸ばし、第7節・ベガルタ仙台戦でJ1初得点を記録した。以降は波に乗り得点を量産し8月10日の第22節・ヴィッセル神戸戦にて2年連続の2ケタ得点となる今季10点目に到達した。その後は得点数を伸ばせなかったもののチーム得点王となり、大分の躍進に貢献した。シーズン終了後、移籍期間満了により大分を退団。

### 横浜F・マリノス
2020年、所属元の浦和へは復帰せず横浜F・マリノスへ完全移籍で加入。移籍初年度は出場機会があまり得られず24試合4得点にとどまるが、2年目の2021年シーズンにはセンターフォワードとしてレギュラーに定着。2021年5月1日、J1第12節のFC東京戦では自身J1初のハットトリックを決め勝利に貢献し、オリンピックによるリーグ中断までの20試合で得点ランキング2位タイとなる12得点を挙げた。

### トゥールーズFC
2021年7月18日、フランスの日刊紙・ラ・デペチュが、横浜F・マリノスとリーグ・ドゥ・トゥールーズFCとの間で移籍について合意したと報じ、翌7月19日（日本時間20日）にトゥールーズと横浜F・マリノスの双方から正式に完全移籍が発表された。背番号は7番となった。
7月24日、開幕戦のACアジャクシオ戦で途中出場から移籍後初出場を果たした。翌第2節からは先発出場を続けて4試合目の8月21日、第5節・ディジョンFCO戦で移籍後初ゴールを記録すると、そこから第8節・グルノーブル戦にかけて4試合連続ゴールを記録した。最終的にリーグ戦38試合に出場し10ゴールを記録。クラブの1部昇格に貢献した。
22/23シーズンはベンチスタートが多く、出場機会に恵まれなかったが2月1日にリーグ・アン初ゴールをマークした。しかし最終的には34試合に出場して2ゴールにとどまった。インターネットメディアやSNS上では「可能性を感じない」などとこれ見よがしに非難された。一方でクラブにとって主要大会初となるフランス杯のタイトルを獲得した。

### AJオセール
2023年8月28日にリーグ・ドゥに降格したAJオセールへの完全移籍が発表された。3年契約で背番号は45番となった。
すでに4試合が経過していたなかの加入であり、序盤はフィット仕切れず前年に続いてメディアやSNSで非難されたが、その後はそれを気に掛けることなく活躍をみせた。ウィング、センターフォワードで起用された。シーズン最終戦では2度目のハットトリックを記録するなど這い上がり、中心選手としてチーム内最多のリーグ戦15得点を記録、チームは優勝し、1年での1部リーグ復帰を果たした。

### 日本代表
2014年にU-19日本代表として初の世代別代表に選出された。
2015年から2016年にかけてはリオ五輪世代のU-23日本代表にも招集され、最終予選（AFC U-23選手権2016)では大会優勝に貢献した。2016年のリオ五輪本戦では落選したが、鈴木武蔵が代表に追加登録されたことに伴い、バックアップメンバーとして追加登録された。
2019年11月、キリンチャレンジカップに臨む日本代表に初選出されたが、試合出場機会は得られなかった。
2021年6月6日、2022 FIFAワールドカップ・アジア2次予選兼AFCアジアカップ2023予選に臨む日本代表において、大迫勇也の怪我による代表離脱に伴い追加招集された。6月11日、キリンチャレンジカップ・セルビア戦にて約1年半越しのA代表デビューを果たすと、代表出場2試合目となる6月15日のW杯アジア2次予選兼アジアカップ予選・キルギス戦にてハットトリックを達成。

## 人物
- 横浜F・マリノスに所属するオナイウ情滋は実弟。兄弟でともに横浜F・マリノスの在籍経験を持つ。
- 高校時代は学業面でも結果を残し、在籍していたスポーツクラスでは3年間トップの成績を維持した。Jクラブの練習に参加した際には試験前という理由で勉強用具一式を持参した[38]。
- 2018年11月30日、時期は明かされなかったが結婚したことを発表した[39]。2019年7月10日に第一子となる長女が[40]、2020年9月26日には次女が誕生している[41]。

## 所属クラブ
- 2002年 - 2007年 神川パルフェ（神川町立青柳小学校）[42]
- 2008年 - 2010年 FCコルージャ（神川町立神川中学校）
- 2011年 - 2013年 正智深谷高校
- 2014年 - 2016年 ジェフユナイテッド千葉
  - 2014年 - 2015年 Jリーグ・アンダー22選抜
- 2017年 - 2019年 浦和レッズ
  - 2018年 レノファ山口FC（期限付き移籍）
  - 2019年 大分トリニータ（期限付き移籍）
- 2020年 - 2021年7月 横浜F・マリノス
- 2021年7月 - 2023年8月 トゥールーズFC
- 2023年8月 - AJオセール

## 個人成績
| 国内大会個人成績 | 国内大会個人成績 | 国内大会個人成績 | 国内大会個人成績 | 国内大会個人成績 | 国内大会個人成績 | 国内大会個人成績 | 国内大会個人成績 | 国内大会個人成績 | 国内大会個人成績 | 国内大会個人成績 | 国内大会個人成績 |
| 年度             | クラブ           | 背番号           | リーグ           | リーグ戦         | リーグ戦         | リーグ杯         | リーグ杯         | オープン杯       | オープン杯       | 期間通算         | 期間通算         |
| 年度             | クラブ           | 背番号           | リーグ           | 出場             | 得点             | 出場             | 得点             | 出場             | 得点             | 出場             | 得点             |
| 日本             | 日本             | 日本             | 日本             | リーグ戦         | リーグ戦         | リーグ杯         | リーグ杯         | 天皇杯           | 天皇杯           | 期間通算         | 期間通算         |
| ---------------- | ---------------- | ---------------- | ---------------- | ---------------- | ---------------- | ---------------- | ---------------- | ---------------- | ---------------- | ---------------- | ---------------- |
| 2014             | 千葉             | 19               | J2               | 6                | 1                | -                | -                | 2                | 1                | 8                | 2                |
| 2015             | 千葉             | 19               | J2               | 33               | 3                | -                | -                | 2                | 0                | 35               | 3                |
| 2016             | 千葉             | 19               | J2               | 23               | 6                | -                | -                | 1                | 0                | 24               | 6                |
| 2017             | 浦和             | 19               | J1               | 1                | 0                | 0                | 0                | 3                | 1                | 4                | 1                |
| 2018             | 山口             | 19               | J2               | 42               | 22               | -                | -                | 2                | 0                | 44               | 22               |
| 2019             | 大分             | 45               | J1               | 31               | 10               | 5                | 0                | 3                | 0                | 39               | 10               |
| 2020             | 横浜FM           | 45               | J1               | 24               | 4                | 2                | 0                | -                | -                | 26               | 4                |
| 2021             | 横浜FM           | 45               | J1               | 20               | 12               | 7                | 3                | 0                | 0                | 27               | 15               |
| フランス         | フランス         | フランス         | フランス         | リーグ戦         | リーグ戦         | F・リーグ杯      | F・リーグ杯      | フランス杯       | フランス杯       | 期間通算         | 期間通算         |
| 2021-22          | トゥールーズ     | 7                | L.2              | 38               | 10               | -                | -                | 5                | 2                | 43               | 12               |
| 2022-23          | トゥールーズ     | 7                | L.1              | 34               | 2                | -                | -                | 3                | 0                | 37               | 2                |
| 2023-24          | トゥールーズ     | 7                | L.1              | 0                | 0                | -                | -                | -                | -                | 0                | 0                |
| 2023-24          | AJオセール       | 45               | L.2              | 34               | 15               | -                | -                | 3                | 0                | 37               | 15               |
| 2024-25          | AJオセール       | 45               | L.1              | 31               | 4                | -                | -                | 1                | 0                | 32               | 4                |
| 通算             | 日本             | 日本             | J1               | 76               | 26               | 14               | 3                | 6                | 1                | 96               | 30               |
| 通算             | 日本             | 日本             | J2               | 104              | 32               | -                | -                | 7                | 1                | 111              | 33               |
| 通算             | フランス         | フランス         | L.1              | 65               | 6                | -                | -                | 4                | 0                | 69               | 6                |
| 通算             | フランス         | フランス         | L.2              | 72               | 25               | -                | -                | 8                | 2                | 80               | 27               |
| 総通算           | 総通算           | 総通算           | 総通算           | 317              | 89               | 14               | 3                | 25               | 4                | 356              | 96               |

その他の公式戦
| 2014   | J-22   | -      | J3     | 2 | 0 | 2 | 0 |
| 2015   | J-22   | -      | J3     | 0 | 0 | 0 | 0 |
| 通算   | 日本   | 日本   | J3     | 2 | 0 | 2 | 0 |
| 総通算 | 総通算 | 総通算 | 総通算 | 2 | 0 | 2 | 0 |

- 2020年
  - FUJI XEROX SUPER CUP 1試合0得点

| 国際大会個人成績 | 国際大会個人成績 | 国際大会個人成績 | 国際大会個人成績 | 国際大会個人成績 | FIFA      | FIFA      |
| 年度             | クラブ           | 背番号           | 出場             | 得点             | 出場      | 得点      |
| AFC              | AFC              | AFC              | ACL              | ACL              | クラブW杯 | クラブW杯 |
| ---------------- | ---------------- | ---------------- | ---------------- | ---------------- | --------- | --------- |
| 2017             | 浦和             | 19               | 2                | 0                | 0         | 0         |
| 2020             | 横浜FM           | 45               | 6                | 4                | -         | -         |
| 通算             | AFC              | AFC              | 8                | 4                | 0         | 0         |

その他の国際公式戦
- 2017年
  - スルガ銀行チャンピオンシップ 1試合0得点
- Jリーグ初出場 - 2014年8月10日 J3第21節 vs福島ユナイテッドFC（とうほう・みんなのスタジアム）
- 公式戦初得点 - 2014年8月20日 天皇杯3回戦 vs柏レイソル（日立柏サッカー場）
- Jリーグ初得点 - 2014年9月14日 J2第31節 vsギラヴァンツ北九州（フクダ電子アリーナ）

## タイトル

### クラブ
浦和レッズ
- AFCチャンピオンズリーグ：1回（2017年）
- スルガ銀行チャンピオンシップ：1回（2017年）

トゥールーズ
- リーグ・ドゥ：1回（2021-22）
- クープ・ドゥ・フランス：1回（2022-23)

オセール
- リーグ・ドゥ：1回（2023-24）

### 代表
U-23日本代表
- AFC U-23選手権：1回（2016年）

### 個人
- 全国高等学校総合体育大会 大会優秀選手：1回（2013年）
- J2リーグ月間MVP：1回（2018年2月・3月）
- TAG Heuer YOUNG GUNS AWARD：1回（2018年）

## 代表歴

### 出場大会
- U-19日本代表
  - AFC U-19選手権2014（2014年）
- U-22日本代表
  - 国際親善試合（2015年）
- U-23日本代表
  - AFC U-23選手権2016（2016年）
  - 第44回トゥーロン国際大会（2016年）
  - キリンチャレンジカップ（2016年）
  - リオデジャネイロオリンピック（2016年）- バックアップメンバー
- 日本代表
  - キリンチャレンジカップ（2019年）
  - 2022 FIFAワールドカップ・アジア2次予選（2021年）
  - キリンチャレンジカップ（2021年）

### 試合数
- 国際Aマッチ 3試合 3得点（2019年 - 2021年）

| 日本代表 | 国際Aマッチ | 国際Aマッチ |
| 年       | 出場        | 得点        |
| -------- | ----------- | ----------- |
| 2019     | 0           | 0           |
| 2021     | 3           | 3           |
| 通算     | 3           | 3           |

### 出場
| No. | 開催日        | 開催都市 | スタジアム                               | 対戦国         | 結果 | 監督   | 大会                                                            |
| --- | ------------- | -------- | ---------------------------------------- | -------------- | ---- | ------ | --------------------------------------------------------------- |
| 1.  | 2021年6月11日 | 神戸     | ノエビアスタジアム神戸                   | セルビア       | ○1-0 | 森保一 | キリンチャレンジカップ2021                                      |
| 2.  | 2021年6月15日 | 吹田     | パナソニックスタジアム吹田               | キルギス       | ○5-1 | 森保一 | 2022 FIFAワールドカップ・アジア2次予選兼AFCアジアカップ2023予選 |
| 3.  | 2021年10月8日 | ジッダ   | キング・アブドゥッラー・スポーツ・シティ | サウジアラビア | ●0-1 | 森保一 | 2022 FIFAワールドカップ・アジア3次予選                          |

### ゴール
| #  | 開催年月日    | 開催地 | 対戦国   | 結果 | 試合概要                                                        |
| -- | ------------- | ------ | -------- | ---- | --------------------------------------------------------------- |
| 1. | 2021年6月15日 | 吹田   | キルギス | ○5-1 | 2022 FIFAワールドカップ・アジア2次予選兼AFCアジアカップ2023予選 |
| 2. | 2021年6月15日 | 吹田   | キルギス | ○5-1 | 2022 FIFAワールドカップ・アジア2次予選兼AFCアジアカップ2023予選 |
| 3. | 2021年6月15日 | 吹田   | キルギス | ○5-1 | 2022 FIFAワールドカップ・アジア2次予選兼AFCアジアカップ2023予選 |